# خان‌زاده سلطان
خانزاده سلطان، (۱۶۰۹ استانبول – ۲۱ سپتامبر ۱۶۵۰ استانبول) دختر احمد یکم از همسرش ماه‌پیکر سلطان همچنین خواهر عثمان دوم، مراد چهارم، ابراهیم یکم و عمه محمد چهارم بود.

## زندگی‌نامه
خانزاده سلطان در استانبول به‌دنیا آمد. او بعد از مرگ احمد یکم در سال ۱۶۱۷ همراه با مادرش به قصر قدیمی رفت. وی در سال ۱۶۲۳ با داماد بایرام پاشا ازدواج کرد و صاحب یک دختر شد. همسرش یکی از دولتمردان عثمانی بود که بعدا وزیر اعظم شد اما به فرمان مراد در سال ۱۶۳۸ اعدام شد.
خانزاده سلطان بعد از مرگ بایرام پاشا در سال ۱۶۳۹ با داماد نقاش مصطفی پاشا ازدواج کرد. او در زمان سلطنت ابراهیم مورد احترام بود اما در سال ۱۶۴۷ به ادرنه تبعید شد و ثروتش از او گرفته شد. خانزاده سلطان در سال ۱۶۵۰ فوت شد و در مقبره ابراهیم یکم در مسجد ایاصوفیا دفن شد.